# Karenga
Karenga (rusky Каренга) je řeka v Zabajkalském kraji v Rusku. Je dlouhá 366 km. Povodí řeky má rozlohu 10 100 km².

## Průběh toku
Pramení na Jablonovém hřbetu a teče mezihorskou kotlinou. Ústí zprava do Vitimu (povodí Leny).

## Vodní režim
Zdrojem vody jsou především dešťové srážky. Průměrný roční průtok vody ve vzdálenosti 180 km od ústí činí 16,5 m³/s. Promrzá do dna od konce listopadu do poloviny dubna. Nejvyšších vodních stavů dosahuje od května do září. Dochází k prudkým změnám úrovně hladiny.